# Château de la Merlée (Saint-Just-sur-Loire)
Le château de la Merlée est un petit château bâti de 1767 à 1770 à Noirétable (Loire) par André Gabriel Gonyn de Lurieuand , possesseur  de La Merlée et du fief de Collonge.

## Histoire
(15 mars 2018).
La famille Gonyn, connue à Saint-Rambert-sur-Loire depuis 1377 se divisa en deux branches. La branche ainée prit le nom de Gonyn de Lurieu et la cadette, celui de Gonyn de Forette. C'est Thomas Gonyn de Lurieu qui acquit le fief de La Merlée après son mariage, en 1689, avec Marie Tardy, petite fille de Christophe Valous, président en l'élection de Forez à la fin du règne de Louis XIII.